# Poreiá
Poreiá (Poria) är en ort i Grekland.   Den ligger i prefekturen Nomós Kastoriás och regionen Västra Makedonien, i den norra delen av landet, 300 km nordväst om huvudstaden Aten. Poreiá ligger 680 meter över havet och antalet invånare är 512.
Terrängen runt Poreiá är kuperad åt nordväst, men åt sydost är den platt. Runt Poreiá är det ganska glesbefolkat, med 47 invånare per kvadratkilometer. Närmaste större samhälle är Kastoria, 5,7 km nordost om Poreiá. Trakten runt Poreiá består till största delen av jordbruksmark.